# Baniopis pulverea
Baniopis pulverea är en fjärilsart som beskrevs av George Francis Hampson 1926. Baniopis pulverea ingår i släktet Baniopis och familjen nattflyn. Inga underarter finns listade i Catalogue of Life.